# Fondation allemande pour l'Himalaya
La Fondation allemande pour l'Himalaya (en allemand : Deutsche Himalaja-Stiftung, DHS) est une fondation créée en 1936 avec pour objectifs de lever des fonds, destinés à financer la collecte de connaissances et les expéditions alpines dans l'Himalaya. En particulier, la fondation vise à permettre la réalisation de la première ascension du Nanga Parbat (8 125 m), surnommée « la montagne du destin allemand » (Schicksalsberg der Deutschen) par la presse de propagande nazie, après l'expédition meurtrière de 1934.